# Trihalogenomethan
Trihalogenomethan (viết tắt là THM) là các hợp chất hữu cơ trong đó ba trong số bốn nguyên tử hydro của methan (CH4) được thay thế bằng các nguyên tử halogen. Nhiều trihalogenomethan được sử dụng trong công nghiệp như dung môi hoặc chất làm lạnh. THM cũng là chất gây ô nhiễm môi trường, và nhiều chất được coi là tác nhân gây ung thư. Các trihalogenomethan với tất cả các nguyên tử halogen giống nhau được gọi là các halogenoform.

## Bảng các trihalogenomethan phổ biến
| Công thức phân tử | Danh pháp IUPAC       | Số đăng ký CAS | Tên gọi chung        | Tên khác                   | Cấu trúc phân tử      |
| ----------------- | --------------------- | -------------- | -------------------- | -------------------------- | --------------------- |
| CHF3              | trifluoromethane      | 75-46-7        | fluoroform           | Freon 23, R-23, HFC-23     | Fluoroform            |
| CHClF2            | chlorodifluoromethane | 75-45-6        | chlorodifluoromethan | R-22, HCFC-22              | Chlorodifluoromethane |
| CHCl3             | trichloromethane      | 67-66-3        | chloroform           | R-20, methyl trichloride   | Chloroform            |
| CHBrCl2           | bromodichloromethane  | 75-27-4        | bromodichloromethan  | dichlorobromomethane, BDCM | Bromodichloromethane  |
| CHBr2Cl           | dibromochloromethane  | 124-48-1       | dibromochloromethan  | chlorodibromomethane, CDBM | Dibromochloromethane  |
| CHBr3             | tribromomethane       | 75-25-2        | bromoform            | methyl tribromide          | Bromoform             |
| CHI3              | triiodomethane        | 75-47-8        | iodoform             | methyl triiodide           | Iodoform              |

## Sử dụng trong công nghiệp
Chỉ có chloroform mới có nhiều ứng dụng thực tế so với các halogenoform khác. Chloroform cần thiết để sản xuất tetrafluoroethylen, tiền thân của teflon. Chloroform được fluor hóa bằng cách cho phản ứng với hydro fluoride để tạo ra chlorodifluoromethan (R-22). Nhiệt phân chlorodifluoromethan (ở 550-750 °C) tạo ra TFE, với chất trung gian là difluorocarben.
CHCl3 + 2HF → CHClF2 + 2HCl
2CHClF2 → C2F4 + 2HCl

### Chất làm lạnh và dung môi
Fluoroform và chlorodifluoromethan đều được sử dụng làm chất làm lạnh. Trihalogenomethan thải ra môi trường phân hủy nhanh hơn chlorofluorocarbon (CFC), do đó ít gây hại cho lớp ozon hơn nhiều. Chlorodifluoromethan là chất làm lạnh HCFC, hay hydrochlorofluorocarbon, trong khi fluoroform là HFC, hay hydrofluorocarbon. Fluoroform không làm suy giảm ozon.
Chloroform là một dung môi phổ biến trong hóa học hữu cơ.

## Sự xuất hiện và sản xuất
Tổng lượng chloroform toàn cầu thông qua môi trường là khoảng 660.000 tấn mỗi năm, và khoảng 90% lượng khí thải có nguồn gốc tự nhiên. Nhiều loại rong biển tạo ra chloroform, và nấm được cho là tạo ra chloroform trong đất.
Một số halogenoform dễ dàng có thể điều chế thông qua phản ứng halogenoform, mặc dù phương pháp này không cho phép tổng hợp với số lượng lớn.
Chloroform được sản xuất bằng cách đun nóng hỗn hợp methan hoặc chloromethan với chlor. Dichloromethan là một đồng sản phẩm.

## Quy định
Trihalogenomethan là đối tượng của các quy định về nước uống đầu tiên được ban hành sau khi Đạo luật Nước uống An toàn của Hoa Kỳ năm 1974 được thông qua.
EPA giới hạn tổng nồng độ của bốn hợp chất trihalogenomethan (chloroform, bromoform, bromodichloromethan và dibromochloromethan), được gọi là tổng trihalogenomethan (TTHM), ở mức 80 phần tỷ trong nước đã qua xử lý.
Dấu vết của chloroform được tạo ra trong các bể bơi.